# Тридесяте царство
Тридесяте царство або Тридев'яте царство — у народних казках — дуже віддалена (далека, чужа) країна, земля; також царство мертвих, яке іноді знаходяться під землею, іноді на горі або під водою; там, проте, є сади, дерева, і ці дерева родять; іноді існує зв'язок Сонця з цим царством: герою наказано добути гілку із золотої сосни, "яка росте за тридев'ять земель у тридесятому царстві, у підсонцевій державі.
В українській міфології вислів «тридесяте царство», про яке йдеться у багатьох казках, — це царство мертвих. В одній із казок герой зашиває себе в шкуру корови, щоб потрапити в тридесяте царство. Це відображення прадавнього звичаю зашивати покійників у шкуру тварин. У казках про Бабу Ягу хатинка на курячих ніжках завжди повернута вхідним боком до тридесятого царства, а глухим — до царства людей, звідки приходить Іван Царевич. Ось чому Іван не може обійти хатинку, а тільки повертає її. Ця хатинка — сторожова застава на вході у потойбіччя. Перш ніж перетнути кордон із царством мертвих, герой має витримати випробування, перевірити, чи гідний він продовжувати шлях. У деяких казках тридесяте царство міститься під землею. Там є сади з родючими деревами. Також воно пов'язане з горизонтом, у ньому чути грім.
Та з часом вислів «тридесяте царство» втратив своє первісне значення і став синонімом фразеологізму «тридев'яте царство», означаючи дуже далеку країну, землю.